# 髻鸠
髻鸠（学名：Lopholaimus antarcticus）是鸠鸽科下的一种鸟类，它们属于单型的髻鸠属，是澳大利亚特有物种，没有亚种分化。

## 特征
髻鸠体重约496.37克，翼长约27.76厘米，喙宽度约5.8毫米，喙厚度约8.9毫米，嘴峰长约25.8毫米，跗蹠长约30.8毫米，尾长约193.4毫米。
髻鸠是留鸟，栖息在森林的树冠层，它们是植食性动物，主要以植物的果实为食。它们分布在澳大利亚东部沿海地区（约克角至新南威尔士州南部地区）。